# A burzsoázia diszkrét bája
A burzsoázia diszkrét bája (franciául Le charme discret de la bourgeoisie) egy 1972-ben bemutatott szürrealista film, melyet Luis Buñuel rendezett. A film spanyol és francia nyelven is elkészült. 1972-ben elnyerte a legjobb külföldi film kategóriában az Oscar-díjat.

## Főszereplők
- Fernando Rey – Don Rafael
- Paul Frankeur – M. Thevenot
- Delphine Seyrig – Mme Thevenot
- Bulle Ogier – Florence
- Stéphane Audran – Alice Senechal
- Jean-Pierre Cassel – M. Senechal
- Michel Piccoli – Ministre

## A film története

### Elmaradt étkezések
|  | Alább a cselekmény részletei következnek! |

A film középpontjában a burzsoázia, felső középosztály 6 tagja áll, akik meg szokták egymást hívni vacsorára. A kínos szituációk, makacs próbálkozások ellenére a közös étkezések soha nem valósulnak meg, valamely előre nem látható eredmény mindig keresztülhúzza a számításaikat. Az első étkezés azért nem valósul meg, mert megjelenik a rendőrség, mire a vendégek elmenekülnek a hátsó ajtón, félve a letartóztatástól, ám a rendőrök őrizetbe veszik az egész társaságot. E jelenetben tűnik fel egy pap is, akit nem ismernek fel, mivel kertészruhában jelenik meg. Ezt úgy magyarázza meg, hogy a püspök úr azt kérte a körzetébe tartozó papoktól, hogy valódi, fizikai munkát végezzenek, és mivel ő nagyon szeret kertészkedni, ezért szeretné megkérni a háziurat, hogy gondozhassa a kertet. Ebbe beleegyeznek, sőt, az idős pap korát nem tisztelve székhordásra és kemény munkára sarkallják. Később egy vendéglőbe mennek, itt azonban azért nem tudnak megvacsorázni, mert a vendéglős meghalt, az egyik asztalon van felravatalozva. Egy másik alkalommal a hadsereg szállja meg a házukat, mivel a közelben gyakorlatoznak. Később, miután beállítanak egy kávézóba, kiderül, hogy nincs se kávé, se tea, se sütemény, csupán csapvízzel tudnak szolgálni. Egy újabb alkalomkor a vacsora közben "felmegy a függöny" és láthatóvá válik, hogy egy színház színpadán ülnek egy vacsoraasztalnál, miközben több ezer néző őket nézi. A színház közönsége halk morajlással várja a szövegüket, mire az egyikük megszólal a vacsoraasztalnál: "Úristen, elfelejtettem a szövegemet!". Ezt hangos nemtetszés fogadja a nézőtérről. Egy újabb vacsorán gengszterek törnek be a házba és géppisztollyal lelövik a vendégeket. Don Raphael az asztal alá menekül, de miközben egy ízletesnek tűnő hússzelethez nyúl, a betörők észreveszik és lelövik. Ekkor ébred fel nagyköveti rezidenciáján.

### Miranda és Don Raphael
|  | Alább a cselekmény részletei következnek! |

A filmben hangsúlyos szerepet játszik Miranda ország, mely Dél-Amerikában fekszik, illetve annak nagykövete. Don Raphael a nagykövetségen drogokkal üzletel, Mirandából hozza be barátainak, mivel a nagyköveteket nem lehet vámvizsgálatnak alávetni. Többször szónokol Don Raphael Miranda ország csodáiról, szépségeiről, mire általában egy-két vendég mindig odaveti, hogy úgy hallotta Mirandában elnyomják az ellenzéket, nincs szólásszabadság, diktatúra van. Don Raphael ezt mindig cáfolja, és legtöbbször kijelenti, hogy a "terroristákat" igenis meg kell ölni. Egyszer egy ilyen "terrorista" – fiatal lány – tör be a nagykövetségre, és fegyverrel fenyegeti Don Raphaelt, de mégse lövi le, sőt őt veszik őrizetbe. Később maga a nagykövet lő le egy Miranda kormányzat ellen tiltakozót a követség ablakából. Miután összetűzésbe kerül Don Raphael egy francia tábornokkal Miranda ország haderejéről, egyszerűen a nagykövet lelövi a tábornokot.

### A pap
|  | Alább a cselekmény részletei következnek! |

A film elején megjelent pap kertészruhában többször feltűnik a filmben; kertész hobbiját is azzal magyarázza, hogy gyerekkorában egy nagyon kedves kertész dolgozott náluk vidéken, és ezért szeretne kertész lenni. A film egyik jelenetében egy haldoklóhoz hívják. A haldokló öregember meggyónja a papnak, hogy sok-sok évvel ezelőtt megölt egy házaspárt, de soha nem kapták el. A pap felismeri, hogy ő volt a kertész, akire oly jó szívvel gondolt gyermekkora óta, és ő ölte meg a pap szüleit. A pap felfedi személyét, feloldozza a haldoklót és megnyugtatja, hogy megbocsát neki. A pap azonban miközben távozik, az ajtónál észrevesz egy puskát, és hidegvérrel agyonlövi a haldokló kertészt. Mint aki jól végezte dolgát, hazakerékpározik.

### Álmok
|  | Alább a cselekmény részletei következnek! |

Az egész történet álomszerű, nem lehet tudni, hogy a valóságot látjuk-e, vagy csupán a történetet is csak álmodják a szereplők. Az egyik jelenetben egy kiskatona beszél arról, hogy álmában mindig egy hangtalan, kihalt, középkori városban mászkál, ahol nem talál senkit és egyedül van, egy másik jelenetben egy főtiszt beszél arról, hogy kiskorában megjelent neki anyja szelleme, és arra biztatta, hogy ölje meg az apját, mivel ő volt az, aki korábban megölte őt. A kisfiú ezt meg is teszi, megmérgezi a tejet, ami apjának éjjeli szekrényén van. Egy másik álomszerű jelenetben, mely előtt letartóztatják és börtönbe viszik a vacsoraasztal mellől a társaságot, hírt kapunk a "véres őrmester" legendájáról, aki az év bizonyos napján kísért a rendőri fogdában, mivel halála előtt elfogott egy kormány elleni tüntetőt, és megkínozta, mégpedig oly módon, hogy egy zongorába tette és a húrokba áramot vezetett. Azóta büntetésként kísért a fogdában.

## Repülőgépzaj
A filmben nincs zene, effektek, egyedül repülőgép morajlást lehet csak néha hallani, mégpedig mindig párbeszéd közben. A repülőgépzaj olyan erős, hogy nem lehet érteni, hogy a szereplők miről beszélnek, csak morajlást lehet hallani. A repülőgép zaj akkor hangzik fel, amikor egy korábban történt dolgot megmagyaráznak, vagy felfednek valamely titkot, mely érthetővé tenné cselekményt.

## Gyaloglás
Rendszeresen feltűnik a filmben egy képsor: a 6 főszereplő gyalogol egy szántóföldön átszelő aszfaltos úton, nem beszélnek, nem néznek egymásra, csak cipőjük kopogása hallatszik.

## A film szerkezete
A filmben a társadalombírálat mellett rengeteg vígjátéki elem található, a polgári dramaturgiának nyomát sem találjuk: nincs összefüggő történet, az egész film laza anekdota-mesefüzér. A filmben összemosódik az álom és a valóság. A néző soha nem lehet biztos abban, hogy a valóságot látja, vagy csupán egy szereplő álmát. Éppen ezért a filmet többször érdemes megnézni, különben teljesen érthetetlenné válik.

## Díjak, jelölések

### Oscar-díj(1973)
- díj: legjobb idegen nyelvű film
- jelölés: legjobb eredeti forgatókönyv (Luis Buñuel és Jean-Claude Carrière)

### BAFTA-díj(1974)
- díj: legjobb színésznő (Stéphane Audran)
- díj: legjobb eredeti forgatókönyv (Luis Buñuel és Jean-Claude Carrière)
- jelölés: legjobb rendezés (Luis Buñuel)
- jelölés: legjobb film
- jelölés: legjobb hang (Guy Villette, Luis Buñuel)

### Golden Globe-díj(1973)
- jelölés: legjobb idegen nyelvű film

### National Society of Film Critics Awards (1973)
- díj: legjobb rendező (Luis Buñuel)
- díj: legjobb film

### French Syndicate of Cinema Critics (1973)
- díj: kritikusok díja (legjobb film) (Luis Buñuel)